# Éric Vidaud
Éric Vidaud, né le 3 avril 1966 à Toulouse (Haute-Garonne), est un militaire français. Général de corps d'armée, il est directeur du renseignement militaire du 1er septembre 2021 au 31 mars 2022, après avoir été commandant des opérations spéciales du 1er septembre 2019 au 31 août 2021 et commandant des forces armées de la zone sud de l'océan Indien du 2 octobre 2017 au 31 août 2019. Après son départ de l'armée il travaille dans le secteur privé.

## Biographie

### Formation
Éric Vidaud est élève de l'École spéciale militaire de Saint Cyr de 1986 à 1989 (promotion Général Callies). À l'issue de sa formation, il choisit de servir dans les troupes de marine et intègre l'école de l'infanterie.

### Carrière militaire
En 1990, Éric Vidaud est affecté au 1er régiment de parachutistes d’infanterie de marine.
Il obtient le brevet technique d'études militaires supérieures le 1er novembre 2001 et le brevet d'études militaires supérieures le 1er août 2002. Il étudie ensuite à l'École des hautes études commerciales de Paris (HEC), où il obtient un Master of Business Administration (MBA) en 2002. Il est ensuite détaché auprès du ministère de l'Économie et des Finances de 2004 à 2006. Affecté à la direction générale du Trésor, il prend en charge la politique économique en Afrique de l’Ouest et le suivi du Franc CFA. Il est ensuite affecté à l'état-major de l'Armée de terre de 2006 à 2008 en tant que responsable des relations parlementaires. En parallèle, il est auditeur de l’Institut des hautes études de l’entreprise.
En juillet 2008, Éric Vidaud est nommé commandant du 1er régiment de parachutistes d’infanterie de marine.
Sa carrière militaire l’a amené à participer à de nombreuses opérations militaires extérieures de la France (OPEX). De juin 2007 à avril 2008, il prend part à l’opération Licorne en Côte d’Ivoire en tant qu’assistant du Général Commandant l’opération. En 2010, il est engagé en opérations en Afghanistan en tant que commandant de la task force spéciale JEHOL chargée entre autres de retrouver et libérer les deux journalistes (Hervé Ghesquière et Stéphane Taponier) enlevés par les talibans.
Il est ensuite auditeur de la 47e session nationale de l'Institut des hautes études de Défense nationale de 2010 à 2011. En octobre 2012, alors qu'il dirige l'état-major du commandant des opérations spéciales, Éric Vidaud remplace le colonel Bertrand Toujouse au cabinet de Jean-Yves Le Drian, ministre de la Défense, en tant que chef du bureau réservé chargé des relations avec les services de renseignements.
Le 2 octobre 2017, il est nommé commandant des forces armées de la zone sud de l'océan Indien,. Durant cette mission, Eric Vidaud dirigeait les militaires chargés de garantir la protection du territoire national et animent la coopération régionale depuis La Réunion et Mayotte.
Deux ans plus tard, en 2019, il est nommé commandant des opérations spéciales. À ce titre, il dirige des opérations de lutte contre le terrorisme dans le Sahel contre AQMI et au Moyen-Orient contre DAECH.

### Directeur du renseignement militaire
Éric Vidaud prend la tête de la direction du renseignement militaire le 1er septembre 2021 ; il est promu aux rang et appellation de général de corps d'armée à la même date. Le 30 mars 2022, Jean-Dominique Merchet, journaliste au quotidien L'Opinion, annonce qu'Éric Vidaud « [quitte] immédiatement l’institution militaire » après que Thierry Burkhard, chef d'état-major des armées, « lui aurait signifié ce mardi son départ à l'été prochain ».
Le départ de la DRM et de l'armée est présenté comme la conséquence d'une « mauvaise analyse » de la part de la direction du renseignement militaire au début de l'année 2022 des intentions de la Russie vis-à-vis de l'Ukraine et de la possibilité d'une invasion — qui a effectivement eu lieu le 24 février 2022. La DRM avait estimé peu probable l'invasion de l'Ukraine par la Russie en raison de son coût, alors que les services secrets américains l'avaient jugée hautement probable. Cependant la DRM est chargée de recueillir des informations sur les théâtres d'opérations militaires, pas d'espionner le Kremlin. Eric Vidaud, arrivé à la tête de la DRM moins de 5 mois avant l'invasion du 24 février 2022, n'était pas chargé de modifier le fonctionnement de l'organisme. Son renvoi peut donc le faire apparaître comme un bouc émissaire,. Les journalistes évoquent aussi une accusation de « manque de maîtrise du sujet », d'incompatibilité d'humeur avec le chef d'état-major des armées, voire de rivalité avec la DGSE ou encore une piste politique selon une source citée par le site France Info.
Florence Parly, ministre des armées, déclare quant à elle que « Le général Vidaud est un grand militaire, sa carrière opérationnelle mérite notre respect. Le chef d'état-major des armées nous a proposé un changement à la tête de cette direction [DRM] pour accompagner sa transformation. On ne peut donc pas résumer cela comme la conséquence de la situation ukrainienne »,,.
Il rejoint ensuite le groupe Carrefour.

## Grades militaires
- 1er août 1993 : capitaine[25].
- 1er octobre 1999 : commandant[26].
- 1er octobre 2003 : lieutenant-colonel[27].
- 1er août 2007 : colonel[28].
- 1er juillet 2016 : général de brigade[29].
- 1er septembre 2019 : général de division[30].
- 1er septembre 2021 : général de corps d'armée[13].

## Décorations
- Commandeur de la Légion d'honneur en 2020[31] (officier en 2010[32], chevalier en 2002[33]).
- Commandeur de l'ordre national du Mérite en 2017[34] (officier en 2006[35]).
- Croix de la Valeur militaire.
- Croix du combattant.
- Médaille d'Outre-Mer.
- Médaille de la Défense nationale, échelon argent.
- Médaille commémorative française, avec agrafe.
- Médaille des Nations unies pour UNPROFOR (Yougoslavie).
- Médaille de service en ex-Yougoslavie, avec agrafe (OTAN).